# Latitude 43
Koordinaten: 43° 15′ 56″ N, 6° 37′ 55″ O

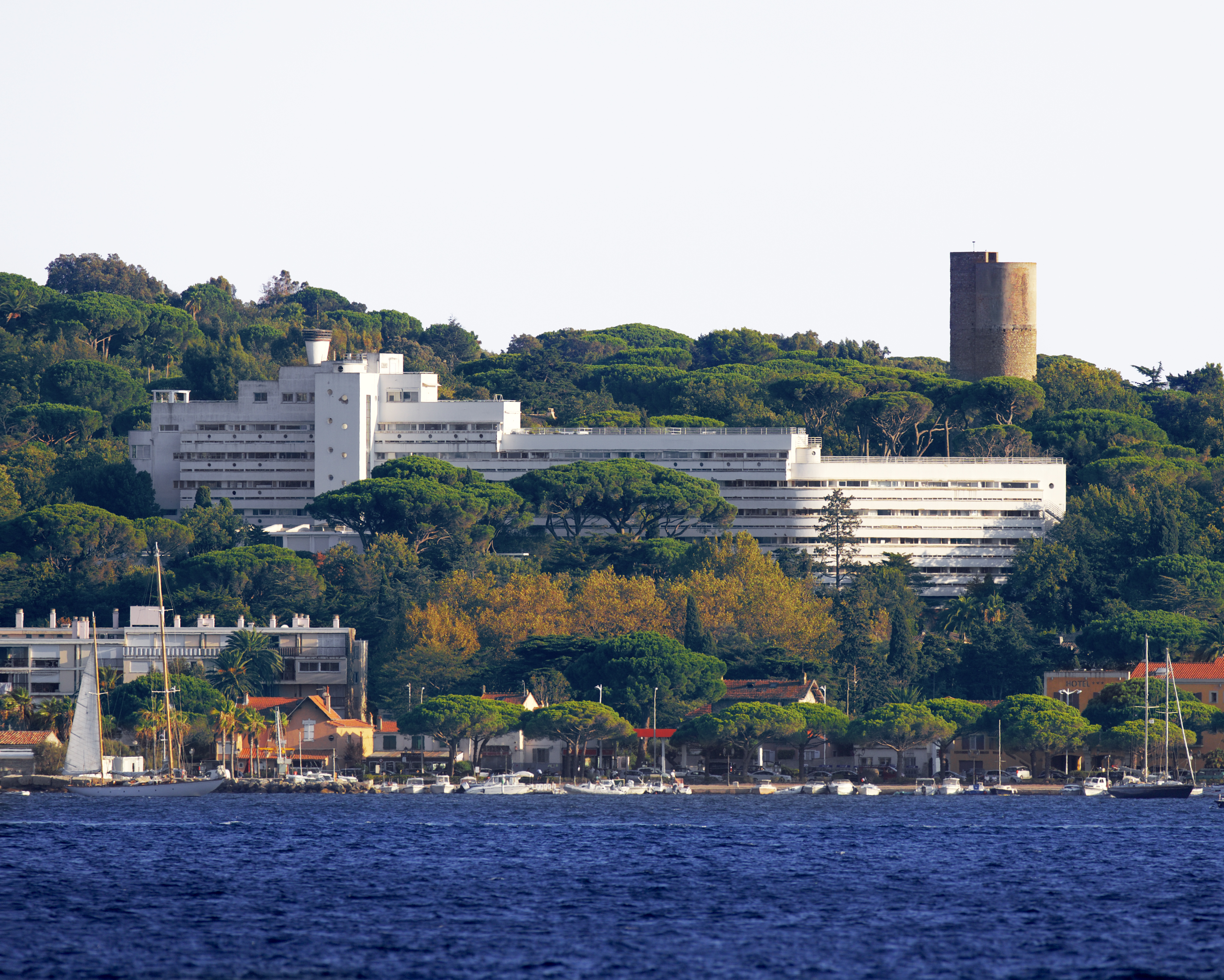
Nordfassade des Latitude 43

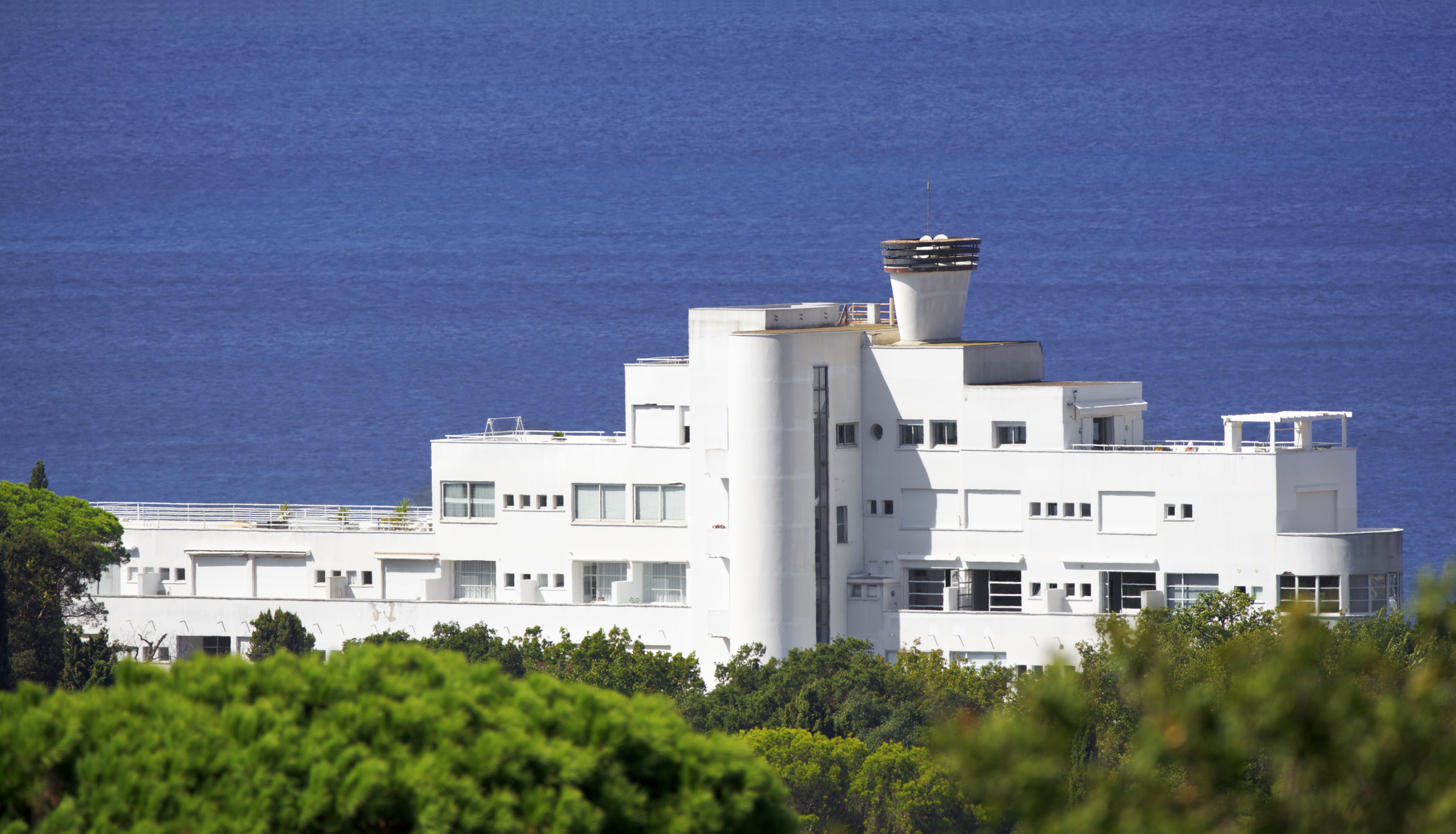
Südfassade des Latitude 43

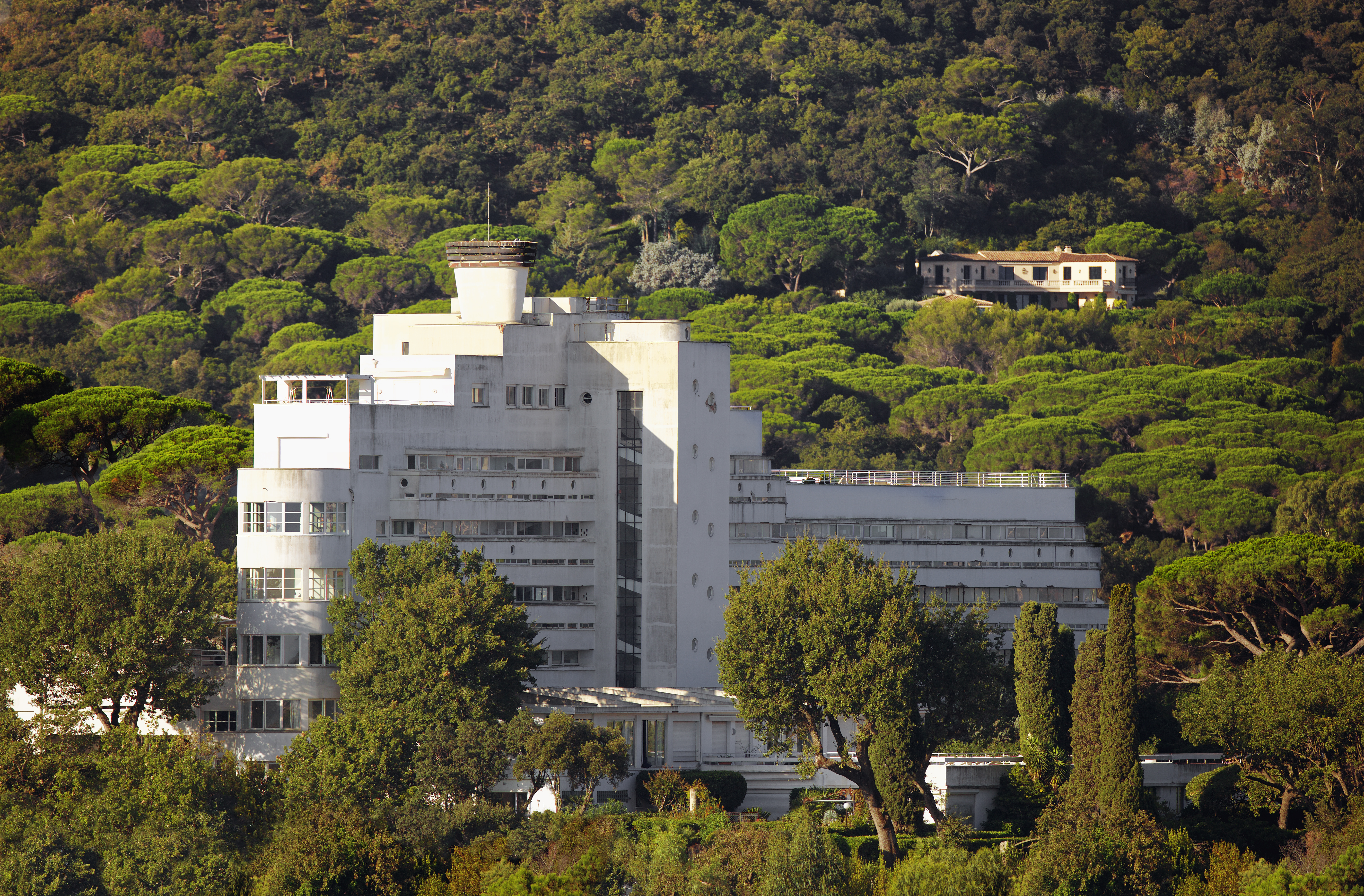
Latitude 43 von Osten aus betrachtet

Das Latitude 43 ist ein Bauwerk in Saint-Tropez. Der französische Architekt und Städteplaner Georges-Henri Pingusson schuf mit dem Hotel sein bedeutendstes Meisterwerk im Stil des Mouvement Moderne, zu dessen begeisterten Vertreter er zählte. Der von 1919 bis 1925 in den Werkstätten Gustave Umbdenstock und Paul Tournon an der École des Beaux-Arts in Paris ausgebildete Architekt war Mitglied in der Union des Artistes Modernes und ab 1949 bis 1957 deren Präsident. Mit dem Latitude 43 beeinflusste er die Architektur der 1930er-Jahre an der Côte d’Azur.

## Baugeschichte
Die Idee des Hotelbaues in Saint-Tropez wurde zwischen dem Mäzen Georges Bernet und dem jungen Architekten anlässlich einer Seereise entwickelt. Die umfangreiche Bauaufgabe umfasste inmitten eines Pinienhaines an die hundert Zimmer, ein Restaurant, großzügige Sportanlagen, zwei Swimmingpools und ein Casino. Die Bauarbeiten begannen im Januar 1932. Es wurden mehr als zweihundert Arbeitskräfte eingesetzt um das Hotel bereits im Juli desselben Jahres, rechtzeitig vor der Sommersaison, zu eröffnen. Der ursprüngliche Vorentwurf wurde jedoch wegen Insolvenz des Bauunternehmers und später der Hotelgesellschaft nicht vollständig fertiggestellt und verkauft. Ab 1937 wurde der Komplex dann von Pingusson umgebaut und im Frühjahr 1939 das Hotel wiedereröffnet. 1948 wurde das Hotel zu Ferienwohnungen umgebaut und als Wohnungseigentum verkauft.

## Idee
Das Latitude 43 (43. Breitengrad) entstand zeitgleich mit dem legendären Ozeandampfer Normandie. Das Zeitalter wird bestimmt von der Begeisterung für Technik und Geschwindigkeit. Motive wie Ozeandampfer, Automobil, Eisenbahn und Flugzeug beeinflussen die Architekturideen. Namhafte Architekten, wie Le Corbusier, Pierre Chareau, Robert Mallet-Stevens, Eileen Gray entwickelten in diesem Experimentierfeld Entwürfe die Motive der Technik aufgreifen und lösen sich damit von bestehenden Konventionen. Auf dem 1932 erschienenen Werbeplakat für das Hotel ist das Schiff als Idee zum Latitude 43 dargestellt.

## Grundriss und Gestaltung
Der Hotelkomplex wirkt wie ein gigantischer im Pinienhain gestrandeter Ozeandampfer. Die einhüftige Grundrissdisposition wird bestimmt durch den Blick über den Golf von Saint-Tropez im Norden und die Landseite im Süden. Die Flure gleichen den Schiffgängen und das Detail der gewendelten Haupttreppe mit runden Fenstern versetzt den Besucher ins Innere eines Passagierdampfers. Sämtliche Hotelzimmer sind nach zwei Himmelsrichtungen erschlossen. Die Idee, die Deckenhöhen der Erschließungsgalerien im Norden jeweils um ein halbes Geschoss abzusenken, erlaubte zwischen den Geschossen Fenster anzuordnen, die dem Gast den Panoramablick auf das Meer ermöglichen. Zentrum der Anlage ist der vertikale Treppenturm der die horizontalen Geschossebenen gleich der Kommandozentrale eines Dampfers unterbricht. Bei den Umbauten von 1937 wurden am westlichen Ende der Flure feingliedrige Fluchttreppen angefügt. Die Linienführung des schmalen Grundrisses erinnert an den Rumpf und die gerundeten Giebel an den Bug eines Dampfers.

## Komposition
Das Bauwerk ist geprägt von dem ab den 1920er-Jahren avantgardistischen, streng der Moderne verpflichteten Gedankengut und dem daraus entwickelten Formenrepertoire. Das Gebäude steht unter Denkmalschutz.